# Kayseri
Kayseri (dall'antico nome greco Καισάρεια), anticamente conosciuta come Cesarea di Cappadocia, Mazaka o Eusebia all'Argaios, è una città di 1,4 milioni di abitanti della Turchia, capoluogo dell'omonima provincia dell'Anatolia Centrale.
La città comprende cinque distretti metropolitani, i due principali di Kocasinan e Melikgazi e, dal 2004, anche Hacılar, İncesu e Talas. Situata ai piedi del vulcano Erciyes, che raggiunge i 3 916 metri, è sede aeroportuale e universitaria. È una delle città turche che hanno conosciuto maggiore sviluppo economico dagli anni '80 del XX secolo. Conserva molti monumenti risalenti al periodo della dinastia dei Selgiuchidi e dell'Impero ottomano.

## Storia

### Insediamento anatolico di Kültepe
L'area fu sede di un insediamento del IV millennio a.C. (sito di Kültepe), che crebbe di importanza durante il calcolitico e l'età del bronzo antico, come centro commerciale sulla via della seta. Ebbe il nome di Kanesh. Fu sotto il dominio del re Sargon di Akkad a metà del III millennio a.C., ma un suo re, Zipani, secondo un documento ittita successivo, fece parte di una coalizione contro uno dei successori di Sargon, Naram-Sin.
Fu in seguito capitale di un potente regno anatolico nel II millennio a.C., sotto il dominio assiro. Dopo la distruzione per incendio intorno al 1850 a.C. è forse identificabile con la città ittita di Nésa. La città aveva perso di importanza e fu nuovamente distrutta agli inizi del XII secolo a.C., ma sopravvisse ancora come uno dei principali centri del regno neo-ittita, e fu del tutto abbandonata solo in epoca romana.
Il sito archeologico conserva i resti di un quartiere commerciale assiro (kārum), sorto agli inizi del II millennio a.C. al di fuori della città vera e propria e con una propria cinta di mura separata, dove sono state ritrovate numerose tavolette scritte in lingua assira.

### La città romana
L'attuale centro abitato è di probabile fondazione ellenistica (il tumulo di Garipler, nel centro cittadino, appartiene a quest'epoca), probabilmente con il nome di Mazaka. Sotto l'imperatore romano Tiberio, prese in suo onore il nome di Cesarea. Fu capoluogo della provincia romana di Cappadocia ed ebbe grande sviluppo nel III secolo raggiungendo una popolazione di circa 400000 abitanti. Venne distrutta da parte del re persiano Sapore I, dopo la sconfitta dell'imperatore Valeriano nel 260.

#### La descrizione di Strabone
Il geografo Strabone descrive l'ambiente in cui la città sorgeva come inadatto: con scarsità di acqua, sprovvisto di difese naturali, con terreno sassoso e non coltivabile. La città sorgeva ai piedi dell'Argaios, un vulcano all'epoca ancora attivo e a causa del quale la regione presentava pericolosi "pozzi di fuoco". Le pendici della montagna, ricche di boschi, offrivano risorse di legname, scarso nella Cappadocia, sebbene lo sfruttamento fosse ostacolato dai fenomeni vulcanici. Nei pressi scorreva il fiume Nero, tributario dell'Eufrate, che formava paludi e acquitrini rendendo l'aria insalubre. Secondo il racconto di Strabone, il fiume venne sbarrato da una diga ad opera del re Arianthes, ma il crollo di questa avrebbe causato disastrose inondazioni in tutta la regione, per le quali le popolazioni danneggiate chiesero un risarcimento di trecento talenti d'argento e nella contesa sarebbero intervenuti come mediatori i Romani.

### La città tardo-antica e romana d'Oriente

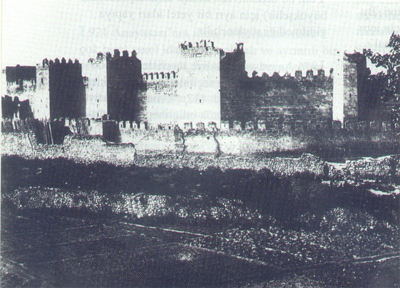
Foto del 1897 illustrante le mura di Kayseri.

Nel IV secolo la città sembra abbia avuto il nome di Eusebia, collegato a Eusebio di Cesarea, consigliere dell'imperatore Costantino I e vescovo tuttavia di Cesarea marittima, in Palestina. Nel 370 fu eletto vescovo della città san Basilio Magno, che vi fondò un monastero di monaci basiliani, secondo la regola da lui stesso scritta.
Dopo l'abbandono della città romana, il monastero basiliano che era invece sopravvissuto, fu il nucleo della città bizantina, fortificata sotto l'imperatore Giustiniano. Tra il VII e il IX secolo subì le incursioni arabe. Alla metà dell'XI secolo vi si rifugiò una colonia di Armeni, profughi in seguito alla conquista dell'Armenia da parte dei Selgiuchidi.

### La città islamica
La città venne conquistata nel 1084 dal sultano selgiuchide Alp Arslan e fu in seguito sede di un emirato istituito dal principe Tursan Bey. Fu brevemente in possesso dei crociati nel 1097 e venne inglobata nel 1174 dall'impero selgiuchide.
Nel 1243 fu conquistata dai Mongoli e intorno al 1335 il locale governatore mongolo, Eretna, si proclamò indipendente, facendone la sua capitale. I suoi successori (Aksaray, Sivas e Amasya) conservarono il potere fino al 1380, quando s'impadronì dello stato Kadı Burhan ad Dîn. Nel 1397 la città fu conquistata dal sultano ottomano Bayezid I, ma questa passò nel 1402 al beilicato di Karaman, alleato di Tamerlano e nel 1419 ai Mamelucchi. Ritornò definitivamente a far parte dell'impero ottomano nel 1515.

## Società
La città è tendenzialmente conservatrice e religiosa. La tradizione religiosa islamica ricopre un ruolo centrale nella cultura cittadina. Le bevande alcoliche tendono ad essere assenti, ad esclusione dei grandi alberghi. Gran parte della popolazione è originaria delle regioni rurali dell'Anatolia. La città ha sviluppato a partire dagli anni 1980 una classe imprenditoriale dedita ai principi islamici, coniugati alla modernità; il successo economico della città è stato associato da molti studi alla filosofia del cosiddetto "calvinismo islamico", ossia un'"etica del lavoro protestante" applicata ad un contesto islamico.
La città ha rappresentato una delle tanti roccaforti dei partiti del Millî Görüş, in particolare il Partito del Benessere e il Partito della Virtù, per poi divenire roccaforte del Partito della Giustizia e dello Sviluppo.

## Economia

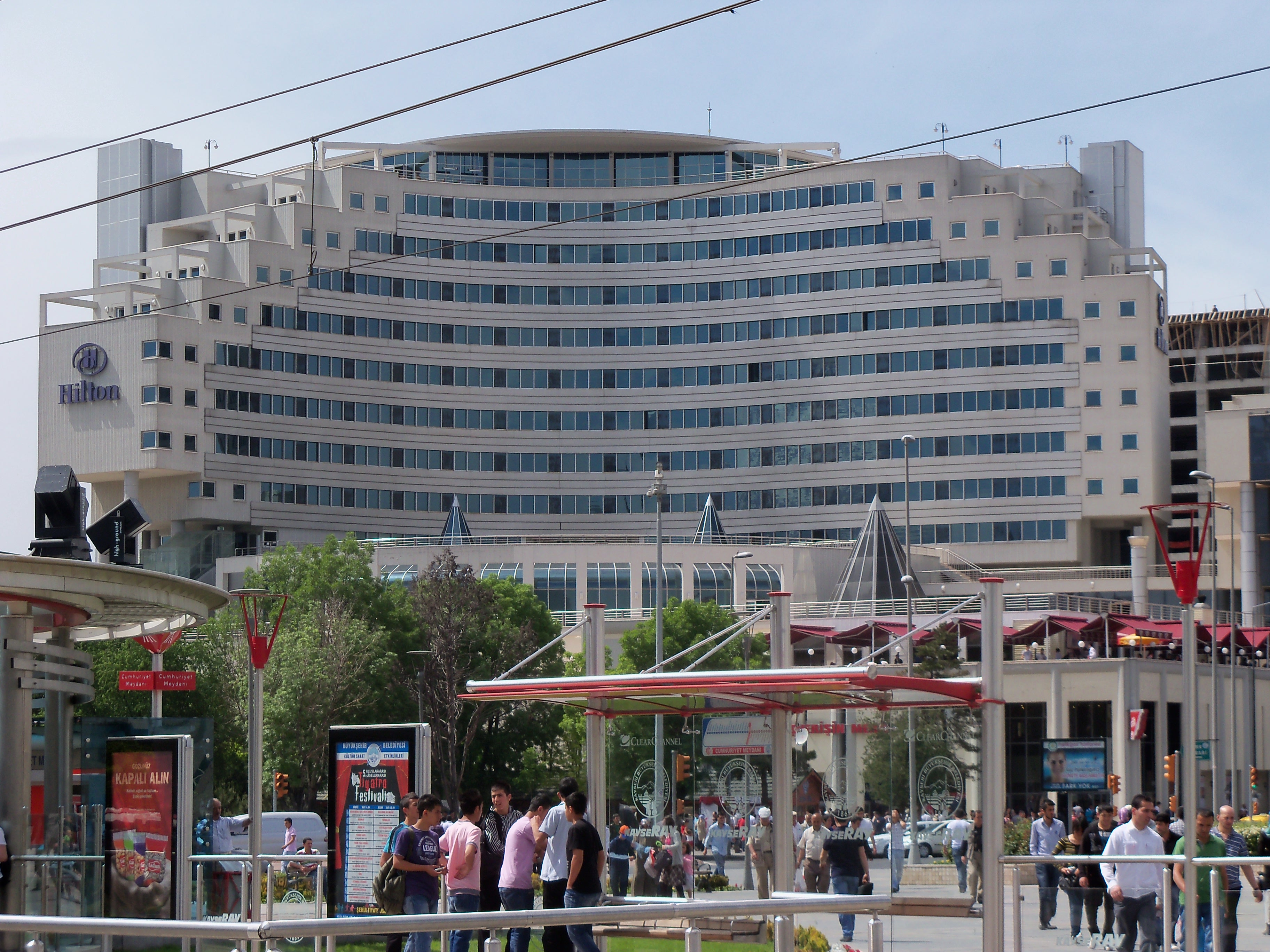
L'Hotel Hilton nel centro della città.

Kayseri ricevette notevoli investimenti pubblici negli anni 1920 e 1930. Le aziende Sumer Textile e Kayseri Tayyare Fabrikası (produttrice di aeroplani) furono installate in città durante il periodo repubblicano con l'aiuto di esperti tedeschi e sovietici. La Kayseri Tayyare Fabrikası costruì negli anni 1940 il primo aereo di produzione turca. Dopo gli anni 1950, la città subì una diminuzione dell'ammontare degli investimenti pubblici. Fu, tuttavia, negli stessi anni che una nuova classe di fabbricanti e commercianti di Kayseri si trasformarono in imprenditori su scala nazionale. Famiglie come i Sabancı, Has, Dedeman, Hattat, Kurmel, Özyeğin, Karamanlargil e Özilhan, che avevano cominciato da commercianti su piccola scala nella città di Kayseri, divennero attori di primo piano nell'economia della Turchia. Queste famiglie stabilirono le loro sedi in città come Istanbul e Adana, pur stabilendo investimenti a Kayseri.
Grazie alle politiche di liberalizzazione economica introdotte negli anni 1980 dal governo di Turgut Özal, una nuova classe di commercianti e industriali di Kayseri si è unita alle precedenti famiglie. La maggior parte di questi nuovi imprenditori scelse Kayseri come base delle proprie operazioni. Come conseguenza della presenza di efficienti infrastrutture, la città raggiunse una notevole crescita industriale dal 2000, divenendo una delle principali tigri anatoliche, con un ambiente favorevole soprattutto per le piccole e medie imprese.
Numerosi studi hanno collegato il successo economico e industriale della città alla filosofia del "calvinismo islamico".
Il ritmo di crescita della città è stato così rapido che nel 2004 la città fu candidata al Guinness dei primati per il maggior numero di industrie manifatturiere avviate in un solo giorno: 139 fabbriche. Kayseri è anche emersa come uno dei centri di produzione di mobili di maggior successo in Turchia. Nel 2007 la città guadagnò più di un miliardo di dollari di entrate derivate dall'esportazione.
La zona franca di Kayseri, istituita nel 1998, conta oggi più di 43 aziende con un investimento di 140 milioni di dollari.

## Infrastrutture e trasporti

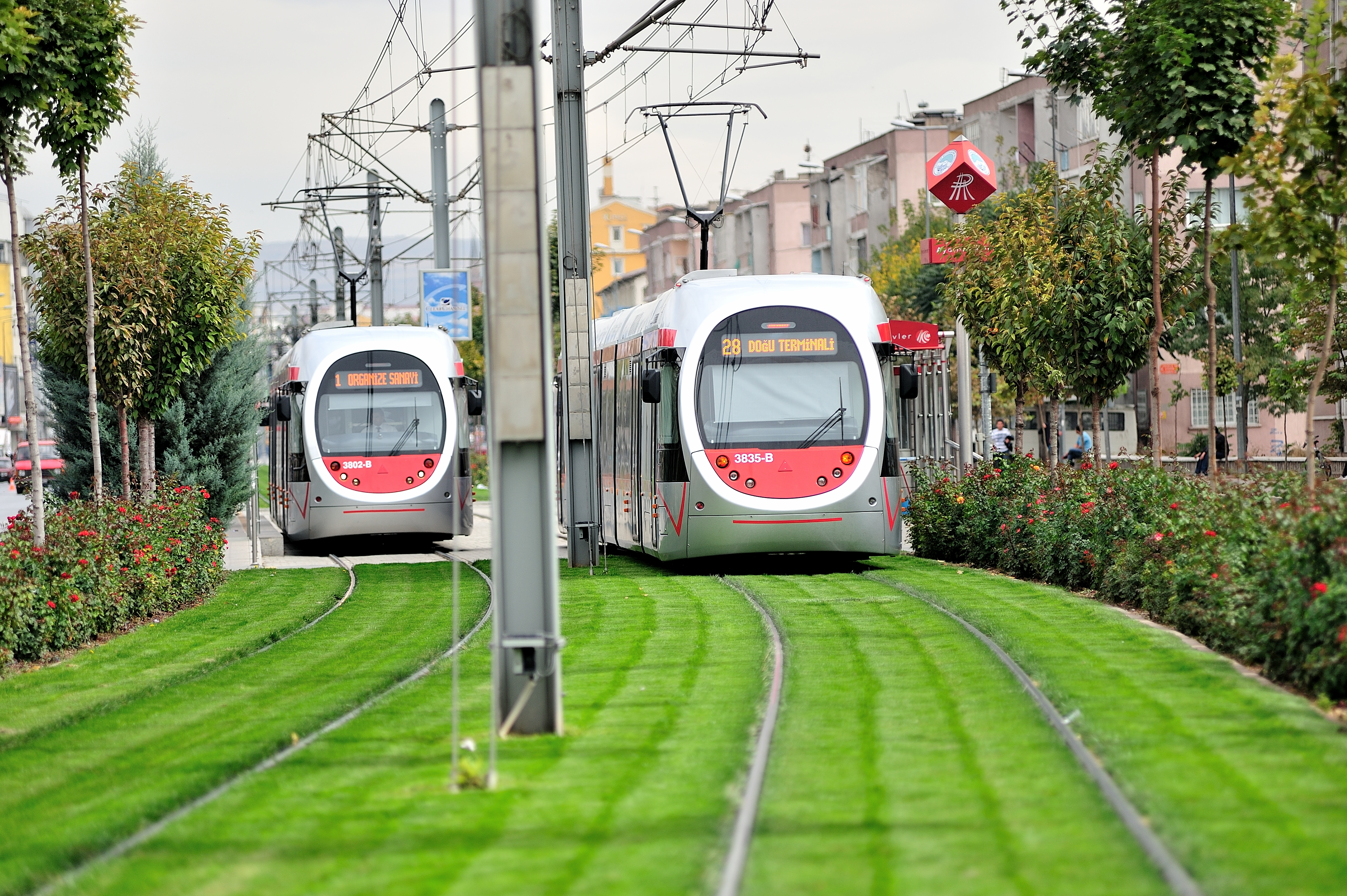
La metrotranvia Kayseray

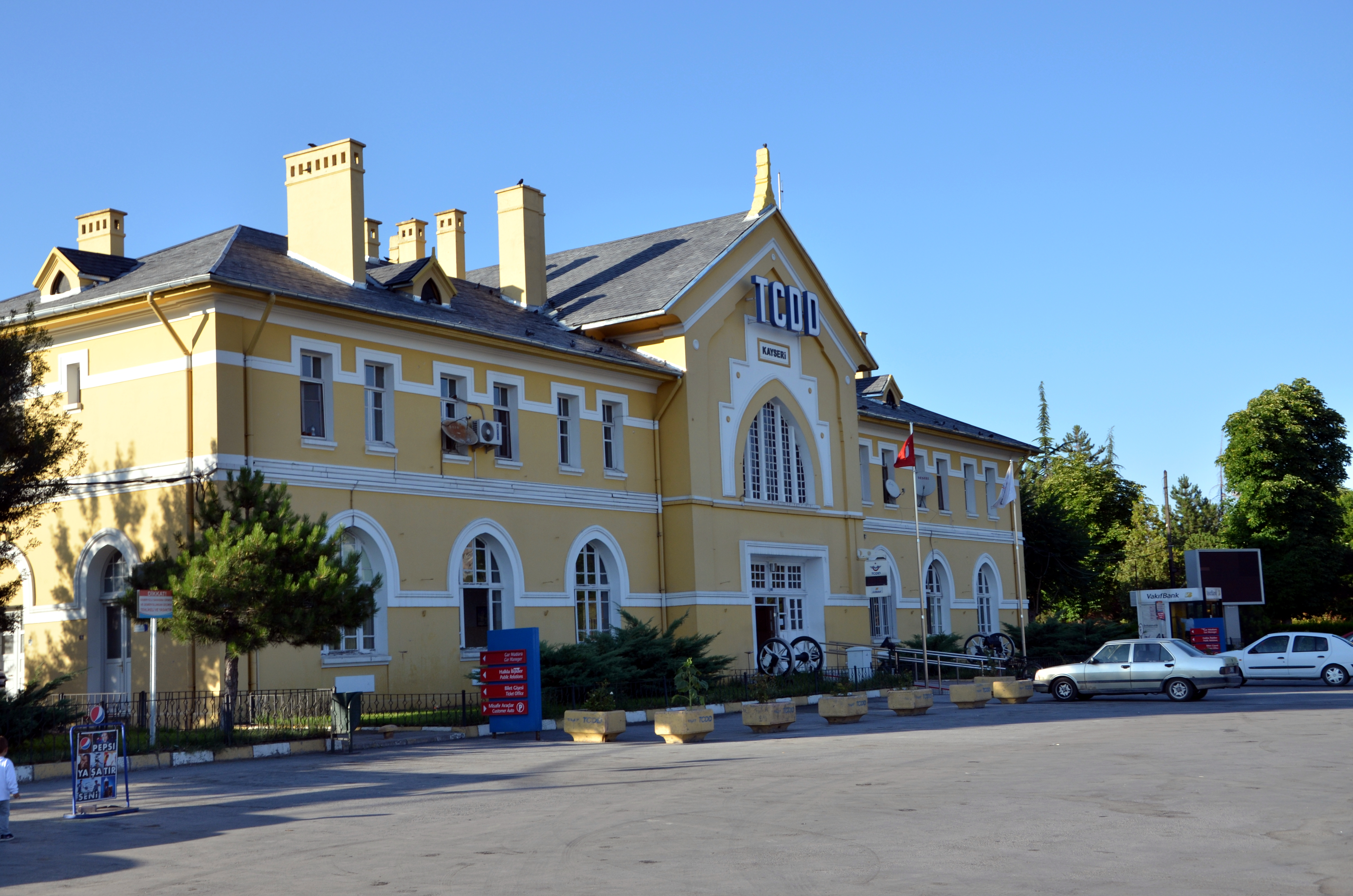
La stazione ferroviaria di Kayseri

La città dispone dell'Aeroporto Internazionale di Erkilet, situato a breve distanza dal centro di Kayseri.
Kayseri è collegata al resto del paese tramite la rete ferroviaria: verso Ankara, Kars e Tatvan, sulla sponda occidentale del Lago Van.
Il trasporto all'interno della città si basa principalmente su autobus e veicoli personali. Nel 2009 è stato completato un sistema di trasporto su metrotranvia denominato Kayseray.

## Sport

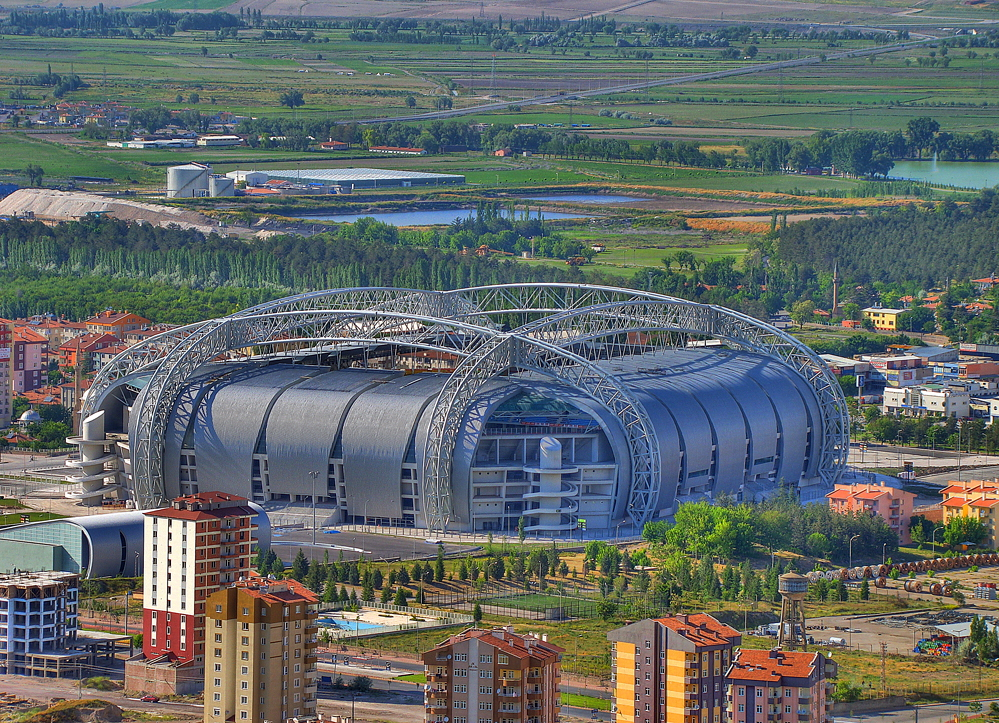
Lo stadio Kadir Has, stadio di casa del Kayserispor Kulübü e del Kayseri Erciyesspor Kulübü.

Il Kayserispor Kulübü è il principale club calcistico della città, milita in Süper Lig e ha vinto una Coppa di Turchia.

## Amministrazione

### Gemellaggi
- Saarbrücken - Germania